# オリンピアコスSFP
オリンピアコスCFP（Olympiacos Sindesmos Filathlon Pireos (ギリシア語: Ολυμπιακός Σύνδεσμος Φιλάθλων Πειραιώς, Olympic Club of Fans of Piraeus)）は、ギリシャ・ピレウスに本拠地を置く総合スポーツクラブ。

## 概略
サッカー、バスケットボール、バレーボール、水泳など、オリンピアコスの名を冠する17のセクションにより成り立っている。ヨーロッパそして国際的なタイトルを数多く受賞し、また、過去にオリンピックや世界大会におけるメダリストを含むアスリートを多数輩出している。

## サッカー
サッカークラブの設立は1925年。ギリシャ・スーパーリーグにおける3強の一角を占める強豪クラブである。

### タイトル

#### 国内タイトル
- リーグ：48回
  - 1931, 1933, 1934, 1936, 1937, 1938, 1947, 1948, 1951, 1954, 1955, 1956, 1957, 1958, 1959, 1966, 1967, 1973, 1974, 1975, 1980, 1981, 1982, 1983, 1987, 1997, 1998, 1999, 2000, 2001, 2002, 2003, 2005, 2006, 2007, 2008, 2009, 2011, 2012, 2013, 2014, 2015, 2016, 2017, 2019, 2020, 2021, 2022, 2025

- カップ：29回
  - 1947, 1951, 1952, 1953, 1954, 1957, 1958, 1959, 1960, 1961, 1963, 1965, 1968, 1971, 1973, 1975, 1981, 1990, 1992, 1999, 2005, 2006, 2008, 2009, 2012, 2013, 2015, 2020 , 2025

- スーパーカップ：4回
  - 1980, 1987, 1992, 2007

### 国際タイトル
- UEFAヨーロッパカンファレンスリーグ：1回
  - 2023-24

### その他タイトル
- バルカン・カップ：1回
  - 1963

## バスケットボール

### タイトル
ギリシャA1バスケットボールリーグ ：15回（1949, 1960, 1976, 1978, 1993, 1994, 1995, 1996, 1997, 2012, 2015, 2016, 2022, 2023 , 2025) 
ギリシャカップ: 12回（1975–76, 1976–77, 1977–78, 1979–80, 1993–94, 1996–97, 2001–02, 2009–10, 2010–11, 2021–22, 2022–23, 2023–24）
スーパーカップ：3回 (2022, 2023, 2024)
インターコンチネンタルカップ: 1回 (2013)
ユーロリーグ: 3回'（1997, 2012, 2013）

### アリーナ
オリンピアコスBCのホームアリーナは、アテネ・ピレウスにあるピース&フレンドシップ・スタジアム（Στάδιο Ειρήνης και Φιλίας）である。通称SEF（ΣΕΦ）。オリンピアコスFCのホームスタジアムであるカライスカキス・スタジアムの反対側にある。1985年に完成し、オリンピアコスBCは1991年からホームアリーナとして利用している。ヨーロッパでは最も大きなアリーナの一つで、座席は14,095席あった。しかし、近年オリンピアコスマッチの為に12,171 席まで減らされた。2004年アテネオリンピックのバレーボール会場、1987年ユーロバスケット、1998年バスケットボール世界選手権のメインアリーナとして利用された。2004年アテネオリンピックの為に一度改築されている。

### 歴代所属選手
ポイントガード
- セオドロス・パパルーカス 2008-

シューティングガード
- アルヴィーダス・マツィヤウスカス 2006-2008

スモールフォワード
- ジョシュ・チルドレス 2008-

パワーフォワード
- アレクサンダー・ボルコフ
- ルーベン・ウォルコウスキー

センター
- ソフォクリース・スコーツァニーティス
- パトリック・フェメルリンク 2000-2002

## バレーボール

### タイトル
ギリシャリーグ：32回
- 1968, 1968−69, 1973−74, 1975−76, 1977−78, 1978−79, 1979−80, 1980−81, 1982−83, 1986−87, 1987−88, 1988−89, 1989−90, 1990−91, 1991−92, 1992−93, 1993−94, 1997−98, 1998−99, 1999−2000, 2000−01, 2002−03, 2008−09, 2009−10, 2010−11, 2012−13, 2013−14, 2017−18, 2018−19, 2020−21, 2022−23, 2023−24

ギリシャカップ：18回
- 1980−81, 1982−83, 1988−89, 1989−90, 1991−92, 1992−93, 1993−94, 1996−97, 1997−98, 1998−99, 2000−01, 2008−09, 2010−11, 2012−13, 2013−14, 2015−16, 2016−17, 2023−24, 2024−25

### 歴代監督
- ゾラン・ガイッチ

### 歴代所属選手
- イヴァン・ミリュコビッチ
- スロボダン・ボシュカン
- ヴァーサ・ミイッチ
- ヴェリコ・ペトコビッチ
- デヤン・ボヨビッチ
- ゴラン・ブエビッチ
- プラメン・コンスタンティノフ
- ボヤン・ヨルダノフ